# 진하오천
진하오천(중국어 간체자: 金澔辰, 병음: Jīn Hàochén, 한자음: 김호진, 1994년 8월 8일 ~ )은 중국의 배우이다.